# Bezina
Bezina je naselje v Občini Slovenske Konjice.

## Opis
Razloženo in deloma urbanizirano naselje v podopohorskem delu Dravinjskih goric leži na obeh straneh lokalne ceste, ki povezuje Slovenske Konjice z Oplotnico, ob potoku Bezinšici in pod gričem (428 m.n.m) s podružnično cerkvijo sv. Barbare na vrhu.
Hiše so razložene tudi po pobočjih slemen do Brinjeve gore na severu in skoraj do Škalske ceste v Slovenskih Konjicah na jugozahodu, kjer je tudi zaselek Razbor. Na pobočju pod Brinjevo goro so vinogradi, povsod pa precej sadnega drevja.